# Łazisko (województwo dolnośląskie)
Łazisko – wieś w Polsce, położona w województwie dolnośląskim, w powiecie oleśnickim, w gminie Twardogóra.
| SIMC    | Nazwa    | Rodzaj         |
| ------- | -------- | -------------- |
| 0882000 | Brzezina | przysiółek wsi |
| 0882017 | Jezioro  | przysiółek wsi |
| 0882023 | Poręby   | przysiółek wsi |

W latach 1954–1959 wieś należała i była siedzibą władz gromady Łazisko, po jej zniesieniu w gromadzie Goszcz. W latach 1975–1998 wieś administracyjnie należała do województwa wrocławskiego.